# Réserve indienne des Quinaults
La réserve indienne des Quinaults (en anglais : Quinault Indian Reservation), est une réserve indienne américaine établie pour les Quinaults. Située à cheval sur les comtés de Grays Harbor et de Jefferson, dans l'État de Washington, elle a été fondée en 1855.
Sa population s'élève à 1 159 habitants selon l'American Community Survey.